# Ambrózy Sámuel
Ambrózy Sámuel (Ambrosius Sámuel) (Szielnic, 1748. március 22. – Selmec, 1806. február 13.) evangélikus lelkész.

## Élete
Tanult Pozsonyban és 1782-ben Jenában, ahonnét visszatérve Nagyfaluban, Árva megyében volt lelkész, később Radványban, 1796-ban Selmecen lett prédikátor; ez utóbbi helyen leány- és fiúnevelőintézetet alapított. Tagja volt a jenai ásványtani társaságnak.

## Művei
- Die Gotteshäuser der Christen als die vortrefflichste Anstalt zur Bildung, Veredlung und Beglückung das Menschengeschlechts Schemnitz, 1796. (A selmeczi ág. ev. templom fölszentelésekor mondott beszéd.)
- Wie muss die Kirchengemeinde und ihr Lehramt beschaffen sein, wenn der Religions-Unterricht beide beglücken soll? Uo. 1804. (Beköszöntő prédikátori beszéd.)
- Ankündigung einer neuen und doppelten Erziéhungsanstalt. Uo. 1804.
- Zweiter Bericht von der neuen und doppelten Erziehungsanstalt in Schemnitz. Uo. 1805.

Még pozsonyi tanuló korában jelent meg tőle két latin üdvözlő vers Sztrecskó János iskolaigazgató tiszteletére 1780 és 1782-ben. Továbbá évnegyedes folyóiratot alapított és szerkesztett ily címmel:
Novi ecclesiastico-scholastici Annales Evangelicorum august. et helvet. confessionis in Austriaca monarchia, melyből Selmeczen Schultzer Jánosnál 1793–1803-ig összesen 9 kötet jelent meg.